# Křížová cesta (Čestice)
Křížová cesta v Česticích na Strakonicku se nachází cca 400 metrů západně od obce na vrchu Kalvárie. Poutní místo Kalvárie je chráněno jako nemovitá Kulturní památka České republiky.

## Historie
Křížovou cestu tvoří čtyři větší zděné kaple, ve kterých jsou po dvou umístěny pašijové obrazy. Stojí spolu s kaplí Panny Marie na přístupové cestě ve svahu Kalvárie.
Na kopci nad Česticemi bylo zřízeno poutní místo zřejmě roku 1626, kdy zde byly vztyčeny dřevěné kříže. Iniciátorem byl Michal Hýzrle z Chodů. Roku 1728 byly jako náhrada za ně postaveny čtyři zděné kaple a kaple Panny Marie, které nechal postavit Karel Šebastian z Říčan.
Hlavní svatyní poutního místa Kalvárie je Kaple povýšení Svatého Kříže. Ta je ve slohu vlašské renesance, její předsíň stojí na 12 dórských sloupech. Roku 1820 ji dala zbudovat hraběnka Reyová jako dík za své uzdravení. Kaple byla uvnitř vymalována Antonínem Velečinem, akademickým malířem ze Strakonic, který je také autorem obrazu na vnější straně kaple malovaným na omítce.
Poutní místo má také svoji poustevnu, postavenou za žulovými balvany na svahu hory. Je to dřevěná, šindelem pokrytá stavba s malou věžičkou na střeše. Uvnitř má zachovalou freskovou malbou starého poustevníka. Byla postavena roku 1821 pravděpodobně jako atrakce ke zvýšení zájmu o slavné čestické poutě.